# Надеждинська сільська рада (Близнюківський район)
Наде́ждинська сільська́ ра́да — адміністративно-територіальна одиниця та орган місцевого самоврядування у Близнюківському районі Харківської області. Адміністративний центр — село Надеждине.

## Загальні відомості
- Надеждинська сільська рада утворена в 1919 році.
- Територія ради: 44,4 км²
- Населення ради: 685 осіб (станом на 2001 рік)
- Територією ради протікає річка Бритай.

## Населені пункти
Сільській раді підпорядковані населені пункти:
- с. Надеждине
- с. Верхове
- с. Настасівка
- с. Якимівка

## Склад ради
Рада складається з 12 депутатів та голови.
- Голова ради: Терещенко Василь Андрійович
- Секретар ради: Ющенко Валентина Анатоліївна

### Керівний склад попередніх скликань
| Прізвище, ім'я, по батькові | Основні відомості                                                                     | Дата обрання | Дата звільнення |
| --------------------------- | ------------------------------------------------------------------------------------- | ------------ | --------------- |
| Терещенко Василь Андрійович | Сільський голова, 1954 року народження, освіта середня загальна, член Народної партії | 26.03.2006   | 31.10.2010      |
| Терещенко Василь Андрійович | Сільський голова, 1954 року народження, освіта середня загальна, член Партії регіонів | 31.10.2010   |                 |

Примітка: таблиця складена за даними сайту Верховної Ради України

### Депутати
За результатами місцевих виборів 2010 року депутатами ради стали:

#### За суб'єктами висування
| Суб'єкт висування                                       | Кількість обраних депутатів | %    |
| ------------------------------------------------------- | --------------------------- | ---- |
| Партія регіонів                                         | 11                          | 91,7 |
| Політична партія Всеукраїнське об'єднання «Батьківщина» | 1                           | 8,3  |

#### За округами
| № округу                                                | Прізвище, ім'я, по батькові    | Дата визнання обраним | Освіта  | Партійна приналежність                        | Відомості про обраного депутата                        |
| ------------------------------------------------------- | ------------------------------ | --------------------- | ------- | --------------------------------------------- | ------------------------------------------------------ |
| Партія регіонів                                         |                                |                       |         |                                               |                                                        |
| 1                                                       | Попілиш Віктор Павлович        | 01.11.2010            | середня | член Партії регіонів                          | Фермер                                                 |
| 3                                                       | Грязнова Галина Михайлівна     | 01.11.2010            | середня | член Партії регіонів                          | Надеждинський фельдшерсько-акушерський пункт, фельдшер |
| 4                                                       | Кулішова Олена Григорівна      | 01.11.2010            | середня | член Партії регіонів                          | Надеждинський фельдшерсько-акушерський пункт, акушерка |
| 5                                                       | Котенко Тетяна Дмитрівна       | 01.11.2010            | середня | член Партії регіонів                          | Надеждинська сільська рада, землевпорядник             |
| 6                                                       | Мірошниченко Неля Валентинівна | 01.11.2010            | вища    | член Партії регіонів                          | Надеждинська загальноосвітня школа І-ІІ ст., вчитель   |
| 7                                                       | Павліш Надія Василівна         | 01.11.2010            | середня | член Партії регіонів                          | тимчасово не працює                                    |
| 8                                                       | Назаренко Микола Олександрович | 01.11.2010            | середня | член Партії регіонів                          | тимчасово не працює                                    |
| 9                                                       | Бабич Володимир Володимирович  | 01.11.2010            | середня | член Партії регіонів                          | ПСП ім. Куйбишева, бригадир                            |
| 10                                                      | Бабич Наталія Миколаївна       | 01.11.2010            | середня | член Партії регіонів                          | тимчасово не працює                                    |
| 11                                                      | Терещенко Андрій Васильович    | 01.11.2010            | середня | член Партії регіонів                          | тимчасово не працює                                    |
| 12                                                      | Рябченко Олександр Миколайович | 01.11.2010            | середня | член Партії регіонів                          | тимчасово не працює                                    |
| Політична партія Всеукраїнське об'єднання «Батьківщина» |                                |                       |         |                                               |                                                        |
| 2                                                       | Ющенко Валентина Анатоліївна   | 01.11.2010            | вища    | член Всеукраїнського об'єднання «Батьківщина» | Надеждинська сільська рада, секретар                   |